# Ouvrage de Gordolon
L'ouvrage de Gordolon est une fortification faisant partie de la ligne Maginot, située sur la commune de Roquebillière, dans le département des Alpes-Maritimes.
Il s'agit d'un petit ouvrage d'artillerie qui avait pour but d'interdire la vallée de la Vésubie et de contrôler le débouché du vallon de la Gordolasque avec l'ouvrage de Flaut.

## Description

### Position sur la ligne
L'ouvrage faisait partie de ligne principale de défense.

### Souterrains
Comme tous les autres ouvrages de la ligne Maginot, celui de Gordolon est conçu pour résister à un bombardement d'obus de gros calibre. Les organes de soutien sont donc aménagés en souterrain, creusés sous plusieurs mètres de roche, tandis que les organes de combat, dispersés en surface sous forme de blocs, sont protégés par d'épais cuirassements en acier et des couches de béton armé.
Le casernement de temps de guerre (un bout de galerie aménagé en dortoir), le système de ventilation, le PC, le central téléphonique, la cuisine, le poste de secours, les réserves d'eau, de nourriture, de gazole et de munitions sont tous en souterrain, reliés entre eux par une galerie voûtée. L'ouvrage disposait d'une petite usine produisant de l'électricité, avec trois groupes électrogènes (un seul suffisait en régime normal), composés chacun d'un moteur Diesel SMIM 4 SR 19 (quatre cylindres, fournissant une puissance de 100 ch à 600 tr/min) couplé à un alternateur, complétés par un petit groupe auxiliaire (un moteur CLM 1 PJ 65, de 8 ch à 1 000 tr/min) servant à l'éclairage d'urgence de l'usine et au démarrage pneumatique des gros moteurs.

### Blocs
L'ouvrage a en surface un bloc d'entrée et deux blocs de combat.
Le bloc 1 est un bloc d'entrée mixte, une entrée typique des Alpes où l'entrée des hommes et celle du matériel sont regroupées au même endroit. L'entrée était défendu par un créneau pour fusil mitrailleur et une cloche GFM (pour « guetteur et fusil mitrailleur », armée en plus avec un mortier de 50 mm).
Le bloc 2 avait comme équipement principal un créneau pour jumelage de mitrailleuses ou canon antichar de 47 mm (les deux étant permutables), un créneau pour FM de défense vers le vallon en arrière de l'ouvrage, ainsi que dans le fossé diamant deux créneaux pour mortier de 81 mm modèle 1932. S'y rajoutent sur la dalle une cloche GFM, une cloche JM et une cloche LG. Il y a une sortie de secours au fond du fossé.
Le bloc 3 est lui aussi une casemate, avec deux mortiers de 81 mm, deux mortiers de 75 mm modèle 1931, il avait aussi trois créneaux pour FM pour la défense de façade, ainsi que sur la dalle-de-ciel, il y a une cloche GFM, deux cloches JM et une cloche observatoire VDP. Tout comme le bloc 2, il a une sortie de secours dans le fossé.

### Armement
Les mitrailleuses et fusils mitrailleurs de l'ouvrage étaient chacun protégés par une trémie blindée et étanche (pour la protection contre les gaz de combat). Ils tirent la même cartouche de 7,5 mm à balle lourde (modèle 1933 D de 12,35 g au lieu de 9 g pour la modèle 1929 C).
Les mitrailleuses étaient des MAC modèle 1931 F, montées en jumelage (JM) pour pouvoir tirer alternativement, permettant le refroidissement des tubes. La portée maximale avec cette balle (Vo = 694 m/s) est théoriquement de 4 900 mètres (sous un angle de 45°, mais la trémie limite le pointage en élévation à 15° en casemate et à 17° dans une cloche GFM), la hausse est graduée jusqu'à 2 400 mètres et la portée utile est plutôt de 1 200 mètres. Les chargeurs circulaires pour cette mitrailleuse sont de 150 cartouches chacun, avec un stock de 50 000 cartouches pour chaque jumelage. La cadence de tir théorique est de 750 coups par minute, mais elle est limitée à 450 (tir de barrage, avec trois chargeurs en une minute), 150 (tir de neutralisation et d'interdiction, un chargeur par minute) ou 50 coups par minute (tir de harcèlement, le tiers d'un chargeur). Le refroidissement des tubes est accéléré par un pulvérisateur à eau ou par immersion dans un bac.
Les fusils mitrailleurs (FM) étaient des MAC modèle 1924/1929 D, dont la portée maximale est de 3 000 mètres, avec une portée pratique de l'ordre de 600 mètres. L'alimentation du FM se fait par chargeurs droits de 25 cartouches, avec un stock de 14 000 par cloche GFM, 7 000 par FM de casemate et 1 000 pour un FM de porte ou de défense intérieure. La cadence de tir maximale est de 500 coups par minute, mais elle est normalement de 200 à 140 coups par minute,.

## Histoire
La construction de l'ouvrage a coûté un total de 21,4 millions de francs (valeur de décembre 1936).
Il joua grand rôle lors des combats de juin 1940 lors de la défense pour stopper l'offensive italienne dans la vallée de la Vésubie.

### État actuel
En 2000, il est ouvert à tout vent et le pillage commença. En 2011, il fut repris par une association qui se charge de sa sauvegarde.